# You'll Never Walk Alone
You'll Never Walk Alone je pjesma iz mjuzikla Carousel iz 1945. godine, a njezin autor je Richard Rodgers koji je autor glazbe iz spomenutoga mjuzikla. No, ipak, najpoznatija inačica ove pjesme je ona koja se pjeva na Liverpoolovim nogometnim utakmicama, koju je 1963. snimila lokalna liverpoolska grupa Gerry and the Pacemakers.
U nekim dijelovima Ujedinjenoga Kraljevstva i Europe ova je pjesma postala »himna« podrške medicinskom osoblju tijekom pandemije koronavirusa.

## InačicaGerry and the Pacemakersa
Najpoznatiju inačicu ove pjesme objavili su 1963. u Ujedinjenome Kraljevstvu Gerry and the Pacemakers. Njihova je inačica bila na prvome mjestu na britanskoj ljestvici singlova četiri tjedna zaredom. Ova je inačica također doživjela veliki uspjeh u Irskoj, Australiji i na Novome Zelandu.

### Liverpool F.C.
Pjesma je vrlo brzo postala popularna na tribinama Anfielda te je ubrzo postala nogometna himna Liverpoola koji je usvojio izraz You'll Never Walk Alone kao moto na svojemu grbu.
Navijači pjevaju pjesmu neposredno prije početka svake domaće utakmice na Anfieldu.